# Obljaj
Obljaj (en serbe cyrillique : Обљај) est un village de Bosnie-Herzégovine. Il est situé dans la municipalité de Bosansko Grahovo, dans le canton 10 et dans la fédération de Bosnie-et-Herzégovine. Selon les premiers résultats du recensement bosnien de 2013, il compte 114 habitants.
Obljaj est le village natal de Gavrilo Princip, assassin connu pour avoir tué l'archiduc d'Autriche-Hongrie François-Ferdinand

## Histoire
Ce village et le village d'origine de la famille de Gavrilo Princip. Il y a passé toute sa jeunesse et son adolescence.

## Démographie

### Évolution historique de la population
| 1948 | 1953 | 1961 | 1971 | 1981 | 1991 | 2013 |
| ---- | ---- | ---- | ---- | ---- | ---- | ---- |
| -    | -    | 239  | 267  | 214  | 193  | 114  |

|  |